# Ребекка Гаазе
Ребекка Гаазе (2 січня 1993 , Чопау, Саксонія, Німеччина ) — німецька легкоатлетка, що спеціалізується на спринті, призерка чемпіонатів світу та Європи.

## Кар'єра
| Рік                   | Змагання                       | Місце проведення          | Місце                 | Дисципліна            | Результат             | Примітки              |
| Представник Німеччина | Представник Німеччина          | Представник Німеччина     | Представник Німеччина | Представник Німеччина | Представник Німеччина | Представник Німеччина |
| --------------------- | ------------------------------ | ------------------------- | --------------------- | --------------------- | --------------------- | --------------------- |
| 2010                  | Юнацькі Олімпійські ігри       | Сінгапур                  | 8                     | біг на 100 метрів     | 12.08                 |                       |
| 2011                  | Чемпіонат Європи серед юніорів | Таллінн, Естонія          | 12 (пф.)              | біг на 100 метрів     | 12.04                 |                       |
| 2013                  | Чемпіонат Європи серед молоді  | Тампере, Фінляндія        | 14 (пф.)              | біг на 100 метрів     | 11.98                 |                       |
| 2014                  | Чемпіонат Європи               | Цюрих, Швейцарія          | 18 (пф.)              | біг на 100 метрів     | 11.52                 |                       |
| 2014                  | Чемпіонат Європи               | Цюрих, Швейцарія          | —                     | естафета 4×100 метрів | DNF                   |                       |
| 2015                  | Чемпіонат Європи в приміщенні  | Прага, Чехія              | 11 (з.)               | біг на 60 метрів      | 7.25                  |                       |
| 2015                  | Світові естафети ІААФ          | Нассау, Багамські Острови | 3                     | естафета 4×200 метрів | 1:33.61               | SB                    |
| 2015                  | Чемпіонат Європи серед молоді  | Таллінн, Естонія          | 1                     | біг на 100 метрів     | 11.47                 |                       |
| 2015                  | Чемпіонат Європи серед молоді  | Таллінн, Естонія          | 1                     | біг на 200 метрів     | 23.16                 |                       |
| 2015                  | Чемпіонат Європи серед молоді  | Таллінн, Естонія          | 1                     | естафета 4×100 метрів | 43.47                 |                       |
| 2015                  | Чемпіонат світу                | Пекін, Китай              | 23 (з.)               | біг на 100 метрів     | 11.29                 |                       |
| 2015                  | Чемпіонат світу                | Пекін, Китай              | 5                     | естафета 4×100 метрів | 42.64                 |                       |
| 2016                  | Чемпіонат Європи               | Амстердам, Нідерланди     | 12 (пф.)              | біг на 100 метрів     | 11.46                 |                       |
| 2016                  | Чемпіонат Європи               | Амстердам, Нідерланди     | 3                     | естафета 4×100 метрів | 42.48                 |                       |
| 2016                  | Олімпійські ігри               | Ріо-де-Жанейро, Бразилія  | 32 (з.)               | біг на 100 метрів     | 11.47                 |                       |
| 2016                  | Олімпійські ігри               | Ріо-де-Жанейро, Бразилія  | 4                     | естафета 4×400 метрів | 42.10                 |                       |
| 2017                  | Чемпіонат Європи в приміщенні  | Белград, Сербія           | 8                     | біг на 60 метрів      | 7.21                  |                       |
| 2017                  | Світові естафети ІААФ          | Нассау, Багамські Острови | 1                     | естафета 4×100 метрів | 42.84                 | WL                    |
| 2017                  | Світові естафети ІААФ          | Нассау, Багамські Острови | 2                     | естафета 4×200 метрів | 1:30.68               | SB                    |
| 2017                  | Чемпіонат світу                | Лондон, Велика Британія   | 12 (пф.)              | біг на 200 метрів     | 23.03                 |                       |
| 2017                  | Чемпіонат світу                | Лондон, Велика Британія   | 4                     | естафета 4×100 метрів | 42.36                 |                       |
| 2018                  | Чемпіонат Європи               | Берлін, Німеччина         | 17 (пф)               | біг на 100 метрів     | 23.42                 |                       |
| 2018                  | Чемпіонат Європи               | Берлін, Німеччина         | 3                     | естафета 4×100 метрів | 42.23                 |                       |
| 2019                  | Чемпіонат Європи в приміщенні  | Глазго, Велика Британія   | 17 (пф.)              | біг на 60 метрів      | 7.37                  |                       |
| 2019                  | Світові естафети ІААФ          | Йокогама, Японія          | 3                     | естафета 4×100 метрів | 43.68                 |                       |
| 2021                  | Олімпійські ігри               | Токіо, Японія             | 5                     | естафета 4×100 метрів | 42.12                 |                       |
| 2022                  | Чемпіонат світу                | Юджин, США                | 3                     | естафета 4×100 метрів | 42.03                 | SB                    |